# تاكسي بوت
تاكسي بوت (TaxiBot) عبارة عن جرار طائرات شبه آلي بدون قضيب سحب تم تطويره بواسطة قسم (Lahav) في صناعات الفضاء الإسرائيلية. يمكن للجرار سحب طائرة من البوابة الطرفية إلى نقطة الإقلاع (مرحلة الخروج) وإعادتها إلى البوابة بعد الهبوط (مرحلة التاكسي). يلغي برنامج تاكسي بوت استخدام محركات الطائرة أثناء تدريج الطائرة وحتى ما قبل الإقلاع مباشرة أثناء الخروج، مما يقلل بشكل كبير من استخدام وقود الطائرات وخطر تلف الأجسام الغريبة. يتم التحكم في التاكسي بوت من قبل الطيار من قمرة القيادة باستخدام أدوات التحكم التجريبية العادية ولديه محرك هجين كهربائي بقوة 800 حصان.
يحتوي التاكسي بوت على نموذجين. سيتم استخدام التاكسي بوت لطائرات البدن ضيق (NB) من قبل الطائرات الحالية والمستقبلية ذات الممر الواحد مثل إيرباص إيه 320 وبوينغ 737 بينما التاكسي بوت لطائرات البدن العريض (WB) إلى جميع الطائرات ذات الممر المزدوج الحالية والمستقبلية مثل إيرباص إيه 380 وبوينغ 747.

## تاريخ
أكمل برنامج التاكسي بوت اختبارات الاعتماد في يوليو 2014،  تمت الموافقة عليه لسحب في المطارات في نوفمبر 2014. تم سحب أول رحلة تجارية، وكانت لوفتهانزا (LH140) من فرانكفورت إلى نورمبرغ، في 25 نوفمبر 2014. في فبراير 2015، دخل التاكسي بوت في عمليات الطيران المنتظمة من قبل لوفتهانزا في مطار فرانكفورت. بدأت اختبارات الاعتماد على طراز الجسم العريض في خريف عام 2015 بهدف الحصول على الشهادة في أوائل عام 2016.
في أكتوبر 2019، أصبح طيران الهند أول شركة طيران تستخدم «بانتظام» التاكسي بوت من خلال نشر الوحدة لاستخدامها على رحلة دلهي إلى مومباي من المبنى رقم 3 بمطار أنديرا غاندي الدولي في نيودلهي، أحد أفضل 10 مطارات في العالم عن طريق حركة الركاب السنوية.

## السوق التجارية
التاكسي بوت هو نظام التاكسي البديل الوحيد المعتمد والعملي الموجود حاليًا في السوق. تختلف المنتجات المنافسة التي يتم تطويرها بواسطة وييل تق وايجتس انترناشيونال حيث يتم تثبيتها مباشرة على معدات هبوط الطائرة. يتيح ذلك وقت استجابة أقصر ولكنه يضيف وزنًا للطائرة. على الرغم من اعتبارها ناجحة، تم حل شراكة يجتس في يوليو 2016 بسبب الاقتصاديات الجديدة التي فرضها الانخفاض الحاد في سعر وقود الطائرات.

## روابط خارجية
- الموقع الرسمي